# Benőfy Soma
Benőfy Soma (1846-ig Brujmann Sámuel) (Miskolc, 1820. január 31. [keresztelés dátuma] – Arló, 1887. október 7.) katolikus esperes-plébános, népdalgyűjtő, költő, író.

## Élete
Szegény polgári szülőktől származott, édesapja Brujmann Sámuel evangélikus, édesanyja Nagy Anna, római katolikus vallású. Egerben tanult; 1845-ben misés pappá szentelték. Káplánkodott a palócok közt, akiknek népdalait összegyűjtöttea Kisfaludy Társaság számára. 1846-ban Brujmann családi nevét Benőfyre változtatta. 1848-ban ezredlelkész volt a Ferdinánd-huszároknál. 1850-ben plébános lett Dédesen, 1859-ben apátfalvai alesperes és 1883-tól fogva Arlón lelkészkedett. Agyszélhűdés okozta halálát 66 éves korában.
Versei, hittani cikkei és egyéb dolgozatai a következő lapokban, folyóiratokban és évkönyvekben jelentek meg: Aradi Vészlapok (1844.), Pesti Divatlap (1845. 1847–48. Felhívás a kath. papsághoz), Honderű (1845.), Religió (1850-től), Családi Lapok (1852–59.), Napkelet (1857.), Kath. Néplap, Képes Ujság (1860. Hirtelen Barna álnévvel is), Nefelejts (1860.), Fővárosi Lapok (1871.), Ország-Világ (1883.)

## Munkái
- Egyházi beszéd. Eger, 1859. (az apátfalvi 1858. bucsúkor.)
- Egyházi szónoklat… ft dr. bánóczi Eperjessy Sándor alesperes-plébános úr ötvenéves áldozári ünnepélye alkalmával Sajó-Várkonyon. Budapest, 1884.

Kéziratban van Palócz-tükör című népismertető munkája, melyből 1848-ban mutatványokat olvastak fel; nagy számmal vannak még tőle egyházi és hazafias lírai darabok, balladák stb., melyeknek kéziratát egy ideig unokahúga Keviczky Amalia úrnő őrizte.